# 田沢湖スイス村
田沢湖スイス村（たざわこスイスむら）は、かつて秋田県仙北郡田沢湖町（現・仙北市田沢湖）に2001年まであったスイスを題材にしたテーマパークである。

## 概要
田沢湖スイス村は田沢湖の南西の湖畔にあったテーマパークである。園内には、登山リフトカー、スイスジオラマ館、カートランド、体験工房、フォンデュー館、クラフト館、洋ラン館、展望台、レストランなどがあった。当初はミナミ無線電機グループの「ミナミユースランド」が運営していた。しかしミナミ無線電機の経営不振により1994年には東日本ハウスグループに売却され、グループ会社の東日本ラインが経営していた。その後、経営不振により2001年11月末に閉鎖された。

## 住所
- 秋田県仙北郡田沢湖町潟字荒沢77-6

## アクセス
- 秋田県道60号田沢湖畔線沿い
- 田沢湖駅よりバスで30分

## 営業時間
- 9:00 - 17:00

## 料金
- 大人：1,000円
- 中人：700円
- 小人：500円